# Remontowa

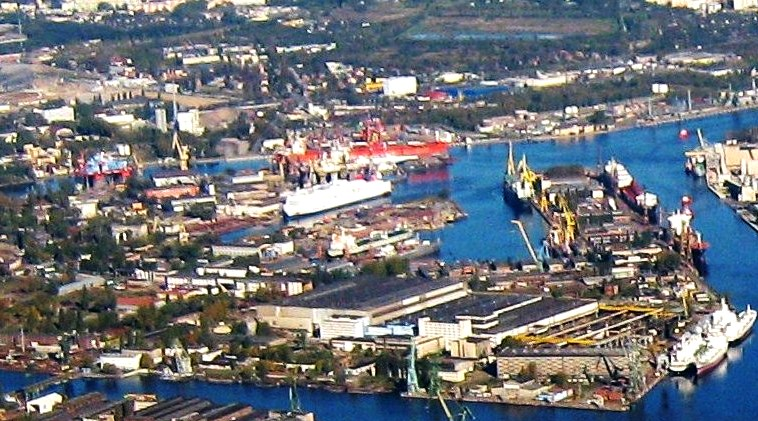
Blick auf das Werftgelände

Remontowa, vollständiger Name Gdańska Stocznia „Remontowa“, ist eine Werft in der polnischen Stadt Gdańsk.

## Geschichte
Das Vorgängerunternehmen Danziger Waggonfabrik (DWF) produzierte Eisenbahnwagen, Straßenbahnen sowie Oberleitungsbusse und wurde 1898 von den deutschen Stahlwerken (Deutsches Stahlwerke GmbH) mit Sitz in Essen gegründet. Der Hauptsitz befand sich in Danzig am Broschkischerweg 1–2 (heutige Ul. Wiślna). Auf diesem Gelände wurde 1945 die Werft als Stocznia Nr. 3 gegründet und hieß von 1950 bis 2010 Gdańska Stocznia Remontowa und ab 2011 Remontowa Shipbuilding.

## Werftbetrieb
Die Werft gehört als eines von 26 Unternehmen zu Remontowa Holding. Der Werftbetrieb verfügt über sechs Dockanlagen mit Hebefähigkeit bis 36.000 t und ist neben dem Neubau besonders auf die Reparatur, Umbau und Verlängerungen von Schiffen spezialisiert. Schwerpunkte bilden derzeit die Nachrüstung von Scrubbern zur Abgasbehandlung und der Einbau von Ballastwasserbehandlungsanlagen. Weiterhin werden regelmäßig Aufträge für Offshore-Projekte abgearbeitet. Die Gesamtfläche der Werft beträgt 850.000 m² mit einer Hallenfläche von 133.500 m² und einer Kailänge von 6.000 m. Jährlich werden etwa 200 Schiffe repariert oder konvertiert. Außerdem werden einige Spezialschifftypen neu gebaut, so eisgängige Containerschiffe für die Royal Arctic Line in Grönland oder Chemikalientanker.

## Galerie

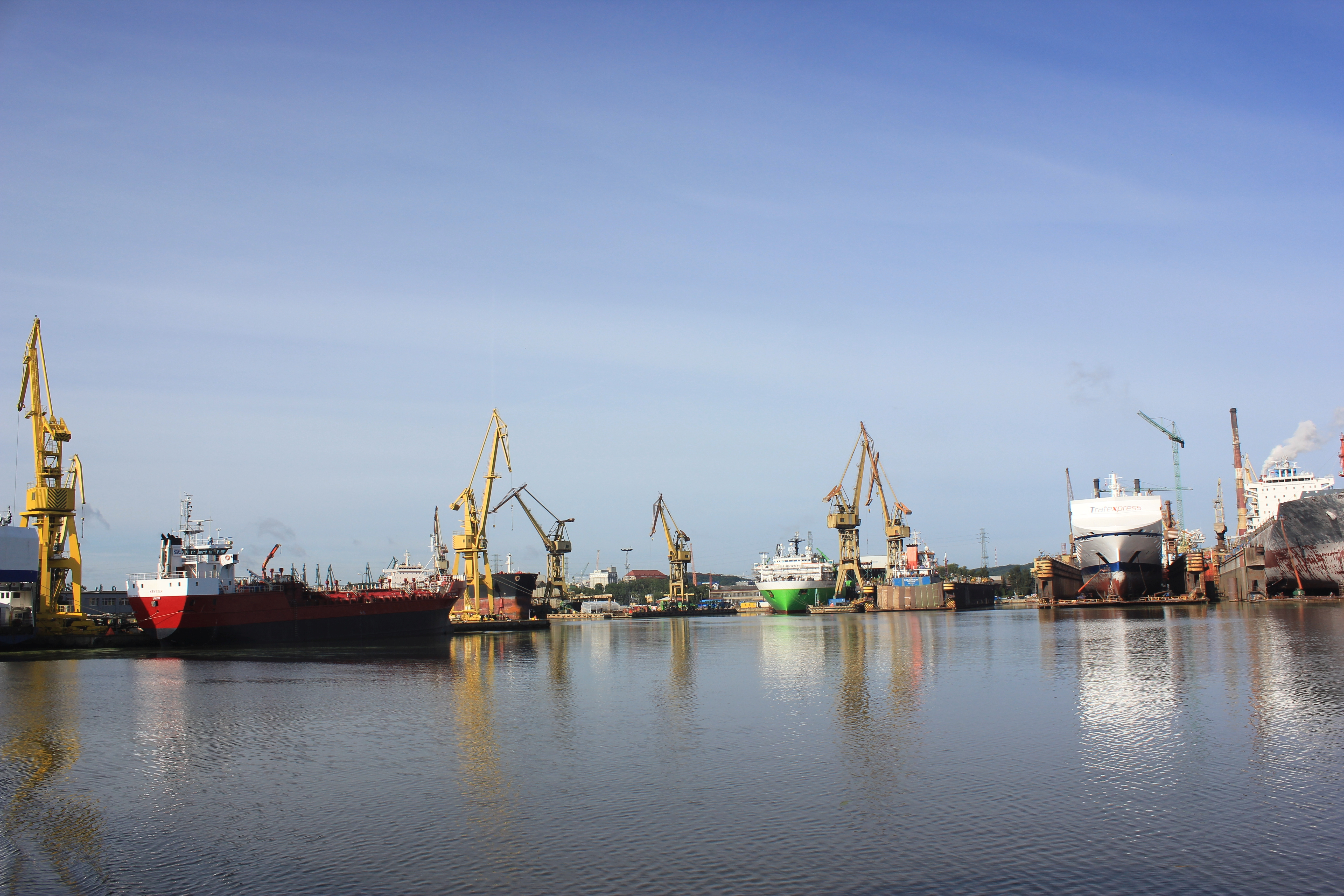
Hafengebiet Danzig mit Schwimmdocks der Remontowa-Werft
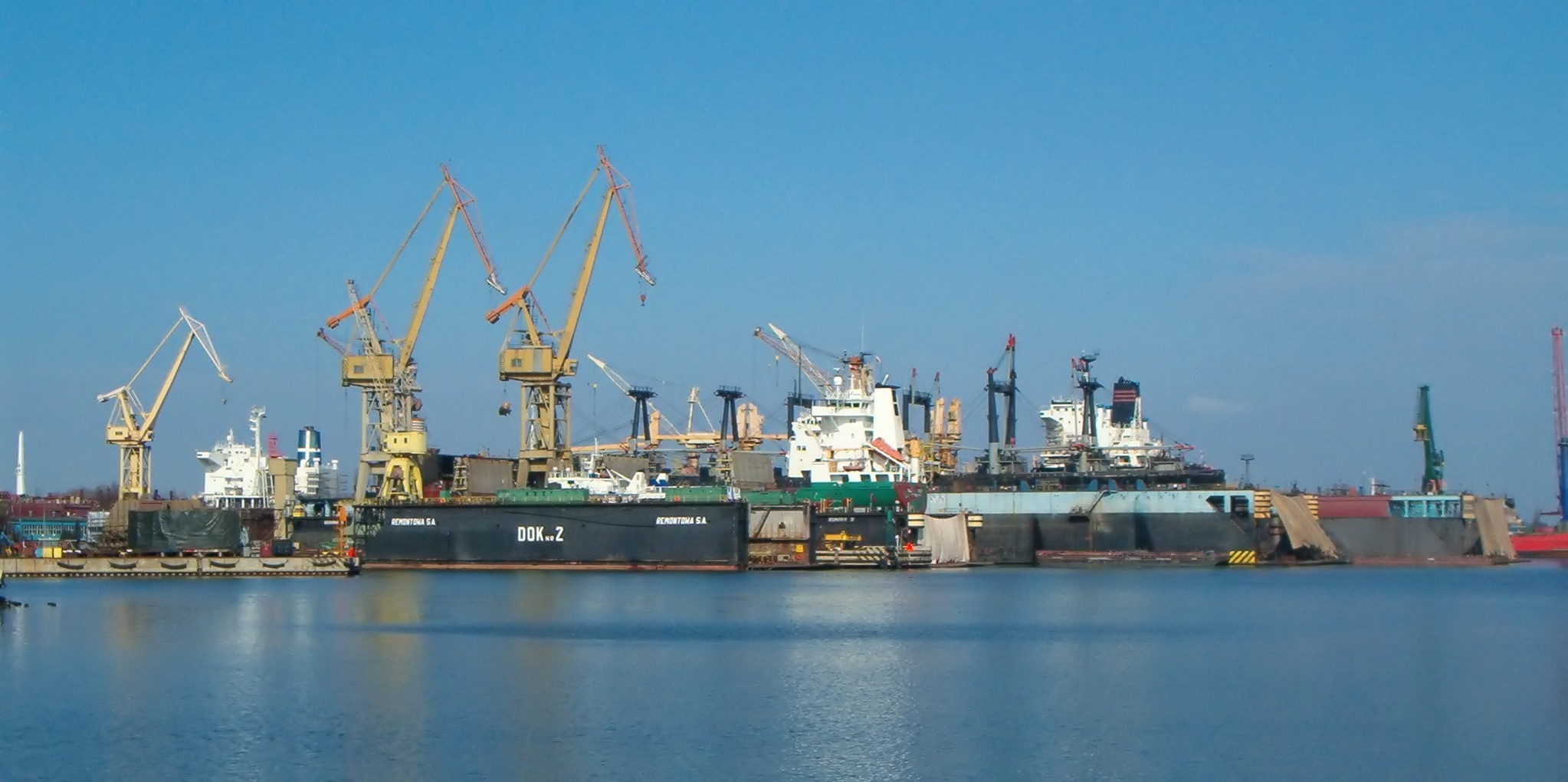
Ein Blick auf die Schwimmdocks von Remontowa
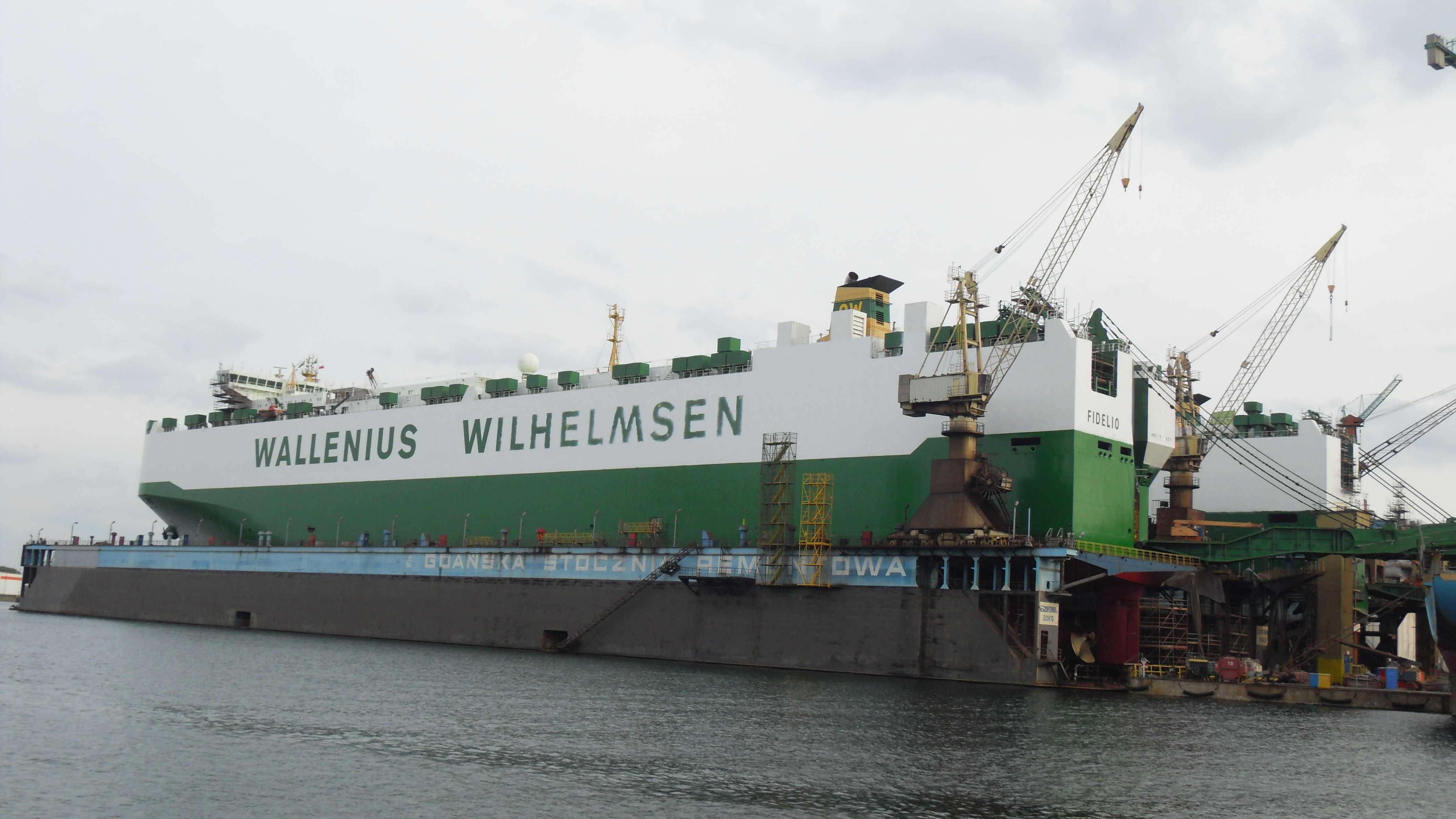
Autotransporter Fidelio im Schwimmdock
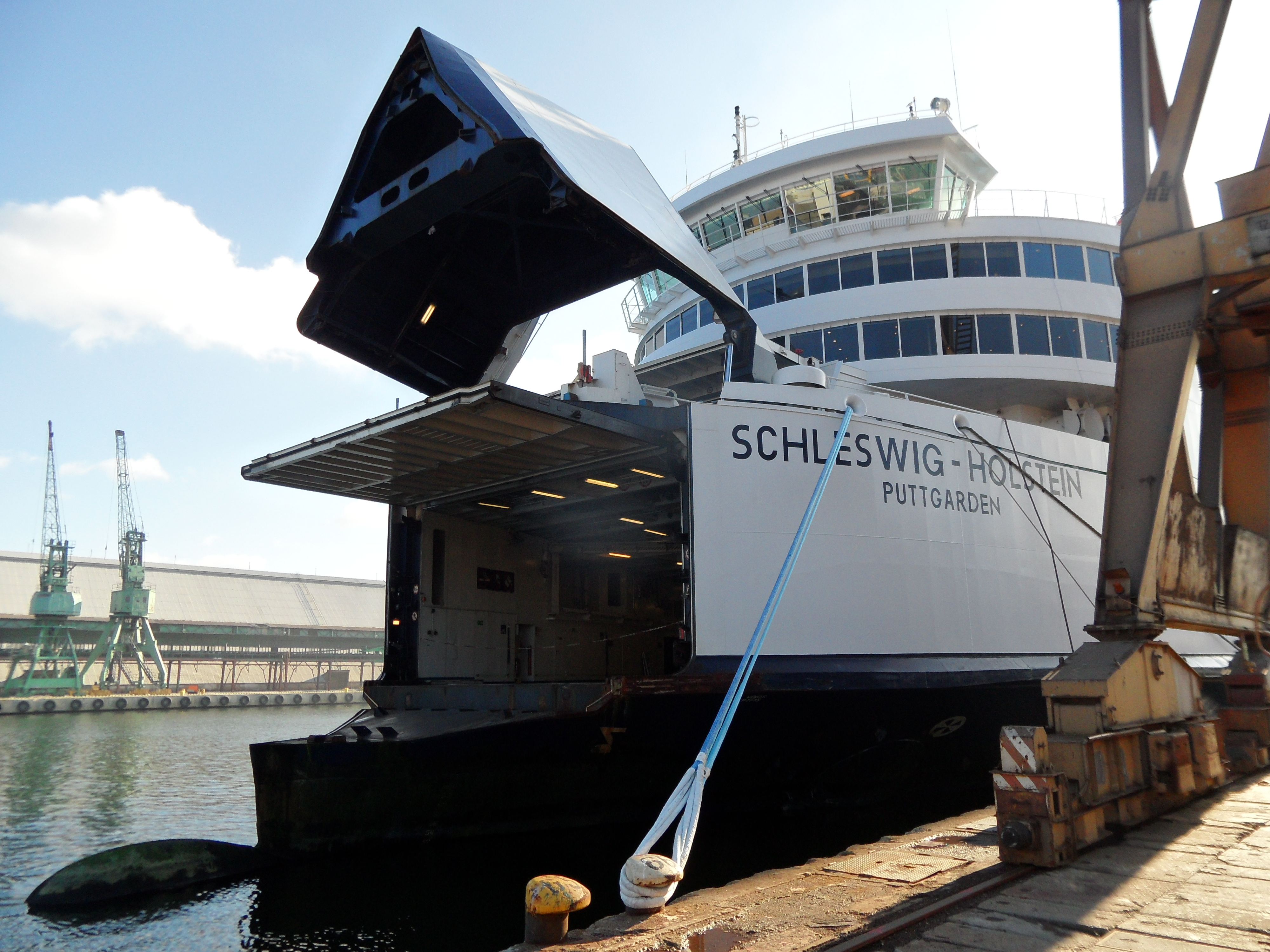
Fährschiff Schleswig-Holstein
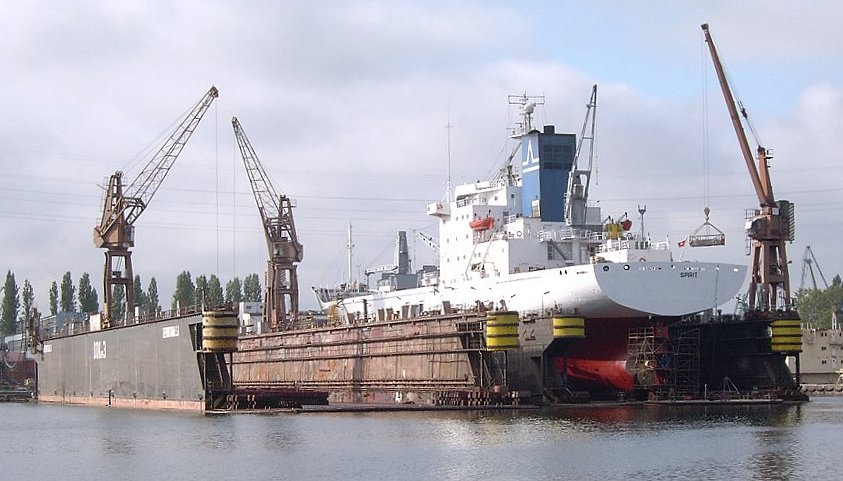
Kühlschiff im Remontowa-Schwimmdock
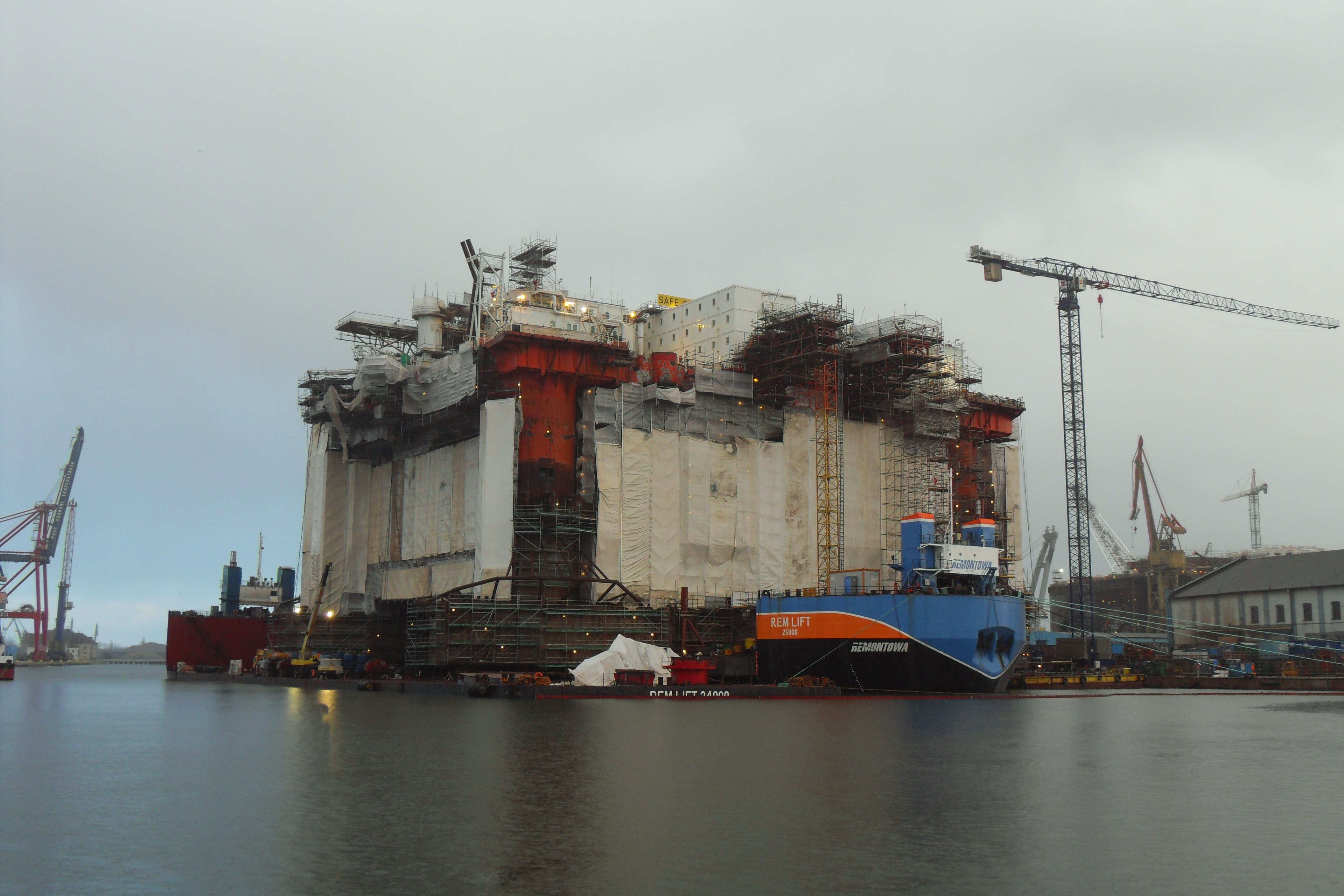
Rem Lift 25000 mit der Plattform Safe Scandinavia